# Margarita Dulowa
Margarita Walerjewna Dulowa (russisch Маргарита Валерьевна Дулова; * 4. Januar 1972) ist eine frühere kasachische Biathletin.
Margarita Dulowa lebt in Kökschetau. Die Sportlehrerin begann 1986 mit dem Biathlonsport und startete für den Armeesportclub ZSKA. Bevor sie zum Biathlon wechselte, war sie Skilangläuferin. Erstes Großereignis wurden die Biathlon-Weltmeisterschaften 1993 in Borowetz, bei denen sie 38. des Einzels und 39. des Sprints wurde. Die Olympischen Winterspiele 1994 in Lillehammer verpasste sie, nahm aber 1995 in Antholz erneut an den Biathlon-Weltmeisterschaften teil. Mit Rang 21 im Einzel und 17 im Sprint erreichte sie gute Ergebnisse und wurde zudem mit Galina Avtaeva, Elena Murashko und Ljudmila Gurjewa 13. des Staffelwettbewerbs. Zum Auftakt der Saison 1995/96 gewann sie als 21. eines Sprints in Östersund erstmals Punkte im Biathlon-Weltcup. Nur wenig später erreichte Dulowa mit einem fünften Platz im Sprint am Holmenkollen in Oslo ihr bestes Ergebnis im Weltcup und zugleich die einzige Platzierung unter den besten Zehn. Bei den Winterasienspielen 1996 in Harbin gewann sie hinter Inna Scheschkil im Einzel die Silbermedaille, ebenso mit der Staffel. Die Biathlon-Weltmeisterschaften 1997 in Osrblie brachten einen 59. Platz im Einzel, einen 72. Platz im Sprint, einen sechsten Rang im Staffelrennen mit Scheschkil, Jelena Dubok und Guriewa und einen 12. Platz im Teamwettbewerb, ebenfalls mit diesen drei Mitstreiterinnen.
Höhepunkt der Karriere wurden die Olympischen Winterspiele 1998 in Nagano. Im Sprint wurde Dulowa auf den Strecken von Nozawa Onsen 18., mit Scheschkil, Dubok und Guriewa Elfte im Staffelrennen. Ein Jahr später gewann sie im Staffelrennen bei den Winterasienspielen 1999 in Gangwon-do mit Galina Awtajewa, Dubok und Guriewa den Titel. Zudem wurde sie hinter Yu Shumei Zweite des Sprints und hinter Shumei und Liu Xianying Dritte im Einzel. In Chanty-Mansijsk nahm die Kasachin an den Sommerbiathlon-Weltmeisterschaften 2000 teil und belegte die Plätze fünf im Sprint und acht in der Verfolgung. Letztes Großereignis wurden die Biathlon-Weltmeisterschaften 2001 in Pokljuka, bei denen sie im Sprint auf den 42. Platz und im Verfolger auf den 53. Platz kam. Nach der Saison beendete sie ihre Karriere.

## Biathlon-Weltcup-Platzierungen
Die Tabelle zeigt alle Platzierungen (je nach Austragungsjahr einschließlich Olympische Spiele und Weltmeisterschaften).
- 1.–3. Platz: Anzahl der Podiumsplatzierungen
- Top 10: Anzahl der Platzierungen unter den ersten zehn (einschließlich Podium)
- Punkteränge: Anzahl der Platzierungen innerhalb der Punkteränge (einschließlich Podium und Top 10)
- Starts: Anzahl gelaufener Rennen in der jeweiligen Disziplin
- Staffel: inklusive Mixed-Staffel

| Platzierung                               | Einzel | Sprint | Verfolgung | Massenstart | Team | Staffel | Gesamt |
| ----------------------------------------- | ------ | ------ | ---------- | ----------- | ---- | ------- | ------ |
| 1. Platz                                  |        |        |            |             |      |         |        |
| 2. Platz                                  |        |        |            |             |      |         |        |
| 3. Platz                                  |        |        |            |             |      |         |        |
| Top 10                                    |        | 1      |            |             |      | 1       | 2      |
| Punkteränge                               | 3      | 5      | 1          |             | 2    | 8       | 19     |
| Starts                                    | 18     | 29     | 9          |             | 2    | 10      | 68     |
| Stand: Karriereende, Daten nicht komplett |        |        |            |             |      |         |        |